# پروویروس
یک پروویروس (به انگلیسی: Provirus) ژنوم ویروسی است که به جای همانندسازی، در دی‌ان‌ای سلول میزبان قرار می‌گیرند. این حالت، سرانجام با همانندسازی ویروس، در زمان تقسیم سلول می‌انجامد. سلول‌های جدید پس از تقسیم، به ویروس، آلوده هستند. این حالت ممکن است تا چندین نسل از سلول‌های تقسیم شده ادامه یافته و آن‌ها را آلوده کند.
در این حالت، زمانی که یک رتروویروس به سلول حمله می‌برد، آران‌ای خود را دی‌ان‌ای سلول میزبان مستقر کرده و بدون انجام فعالیتی خاص، از طریق تقسیم سلول، به همراه آن تقسیم شده با کمک آنزیم وارونویس، نسل‌های بعدی این سلول را به وجود خود، آلوده می‌کنند.